# 中壢三寶
中壢三寶是指臺灣桃園市中壢區的三項特產：花生酥糖、牛肉麵和鐮刀。

## 歷史

### 花生酥糖
花生酥糖是以花生及麥芽糖製成的甜食，據稱發源於中壢圓光寺附近的村莊，後於1920至1930年代經業者范清漢、劉奔妹夫婦及湯東海等人改良。1935年湯東海曾以花生酥糖參加始政四十周年記念臺灣博覽會獲獎，1938年出版的《新竹州沿革史》即列明中壢名產包括花生酥糖。1968年范家的「新珍香餅行」以「正老牌酥糖」、許家的「許永珍香西點麵包廠」則以「奶油酥糖」代表台灣省糕餅罐頭商業同業公會參與日本全國菓子大博覽會，獲該會名譽總裁高松宮宣仁親王頒發感謝狀。1974年臺北市西門町第一百貨舉辦「台灣特產食品展示銷售大會」時，許家「永珍香」展出花生酥糖產品，該商號亦曾到臺北設廠展店。1980年代，中壢街上的花生酥糖店一度多達七十餘家。1994年，臺灣省政府旅遊事業管理局選拔一鄉鎮一特產，中壢上榜的即是花生酥糖。2020年，中壢多數的花生酥糖店已轉行或關閉，僅有「新珍香酥糖」等仍持續經營。

### 牛肉麵
中壢的全牛料理從第一市場旁的中平路起家，中壢的牛肉麵則發跡於新明市場。中壢之所以成為牛肉麵勝地，是因為20世紀中葉臺灣北部最大的家禽家畜市場就在該地，當時亦有業者在中壢經營牛牧場。1970年代，中壢街頭販賣的牛雜湯及牛肉麵物美價廉、聲名遠播，時任臺灣省主席的謝東閔參觀中壢工廠時也要與員工來上一碗牛肉麵。其後，許多外地人都到中壢吃全牛料理，甚至外縣市居民想開餐館亦必須來中壢學做牛肉餐點。為推廣中壢美食，中壢市公所（今中壢區公所）遂於2009、2010年舉辦兩屆牛肉麵大賽。

### 鐮刀
清道光十二年（1832），在中壢新街總理傅盛乾號召下，打鐵業於該地開展。劉阿溪（1833-1893）改良鐮刀於中壢販售，後來其徒弟黃明和（1866-1913）自行開業，亦製造此種改良鐮刀銷售，後人遂稱該款暢銷鐮刀為「中壢鐮」。1906年，中壢的鍛冶業者已有22家，其生產的鐮刀和鋸子供應全臺。之所以能形成群聚產業，新街溪水質合適亦是一大因素。1908年時，鐮刀、鋸子與米、茶在臺灣總督府鐵道部出版的導覽冊中並列中壢名產。1920至1930年代，談到中壢名產的文獻都會列上鐮刀。1942年時，中壢的鐮刀業者有28家，工人約100名，年產量有80萬到90萬把。當時生產鐮刀所用的鐵原料，來源多為由臺北購入的鐵路舊路釘。
1956年至1968年間為中壢鐮刀業的全盛時期，時人稱新街為「鐮刀街」，該街的鐮刀廠曾多達186家。1959年中壢的鐮刀改以解體的舊船板來翻造，產量增加了一倍。1960年代，鐮刀業也由手工打造漸漸轉型為機械化生產。1973年以後，因農業機械化等因素，臺灣鐮刀需求不如以往，中壢產製鐮刀改銷往葉門、沙烏地阿拉伯及象牙海岸等國，且鐮刀廠漸漸遷出新街。1982年，新街鐮刀廠僅剩「福運金屬公司」一間，但該廠每年產量仍有近300萬把。即便如此，鐮刀業已漸漸式微。進入21世紀後，僅有轉型為製造菜刀及園藝工具的「彭元吉刃物」及「永利刀具」等持續在中壢經營。

## 展示
中壢市公所（今中壢區公所）於2006年整修中壢火車站前的中平路行人徒步區時，於地面上鋪設刻有中壢三寶簡介的黑色花崗石。